# Pierre-Jakez Hélias
Pierre-Jakez Hélias, en bretón Per-Jakez Helias, en el registro civil Pierre Hélias, (1914 - 13 de agosto de 1995) fue un escritor, poeta, folclorista, coleccionista de cuentos bretones, hombre de teatro y de radio francés en lenguas bretona y francesa.
Su obra más célebre es Le Cheval d'orgueil (El caballo del orgullo) que se adaptará al cine con el mismo título en 1980.

## Biografía
Nació y pasó su infancia en Pouldreuzic, en Pays Bigouden. Su familia eran obreros agrícolas monolingües en bretón. Aprende francés en la escuela y se enamora de la lengua, sin renegar de su lengua materna. Gracias a los buenos resultados escolares, continúa sus estudios en Quimper y más tarde en Rennes. De 1946 hasta su jubilación en 1975, es profesor de filología clásica en la Escuela Universitaria de Profesorado de Quimper.
El 21 de diciembre de 1946, poco después de terminada la II Guerra Mundial, Pierre Trépos y Pierre-Jakez Hélias relanzan las emisiones de radio en lengua bretona, escribiendo sketches y obras de teatro. Cofundador del festival de Cornualles en 1948, fue durante mucho tiempo consejero y presentador.

## Obra
Alejado de las tendencias nacionalistas bretonas, vive con pragmatismo su doble pertenencia cultural, enseñando francés y escribiendo en las dos lenguas (miembro de Ar Falz y Emgleo Breiz). Publica en el periódico La Bretagne à Paris y en el diario Ouest-France una crónica semanal, bilingüe francés-bretón, que convierte en el material para sus primeros libros, en particular Le Cheval d'orgueil, en 1975, el relato de su infancia, lo que le convierte en una celebridad. Publica en 1977 Les Autres et les miens (Los otros y los míos), una antología de cuentos y más tarde novelas en francés.
Su poesía en bretón, de la que casi siempre realizaba una traducción al francés, es de gran calidad (Maner kuz/Manoir secret / Casa secreta y La Pierre du Oui/Men ar Ya / La piedra del Sí).
En 1971 participa en las primeras emisiones de televisión en bretón Breizh o veva (Bretaña viva). En 1991, es condecorado con la Orden del Armiño. En su honor se ha nombrado el campus universitario de Quimper y la mediateca de Landerneau.

## Algunas publicaciones

### Autor
- Biskoaz kemend-all, 1947, en bretón
- Eun ano braz, 1953, en bretón
- War eun dachenn foball, 1955, en bretón
- Danses de Bretagne, imágenes de Bretaña Jos Le Doaré. 36 pág. Photografías en blanco y negro. 1955.
- Mojennou Breiz I, 1957, en bretón
- Tan ha ludu, 1957, en bretón
- Eun den maro ha ne goll ket e benn, 1958, en bretón
- Mojennou Breiz II, 1959, en bretón
- Mevel ar Gosker, 1959, en bretón
- Kanadenn Penn ar Bed, 1959, en bretón
- Marvaillou ar votez-tan. Contes bretons du sabot à feu, 1961, bilingüe
- Comme on connaît ses saints, 1961, en francés
- Maner Kuz. Manoir secret, 1964, bilingüe
- Divizou eun amzer gollet. Devis d'un temps perdu, 1966, bilingüe
- Contes bretons du pays bigouden, 1967, en francés
- Bretagne aux légendes : la mer, 1967, en francés
- An Izild a heul. Yseult seconde, 1969, bilingüe
- Costumes de Bretagne, 1969, en francés
- Contes bretons de la Chantepleure, 1971, en francés
- Tradition bretonne : le savoir-vivre, 1973, en francés
- Ar men du. La pierre noire, 1974
- Le Cheval d'orgueil, 1975, en francés
- Tradition bretonne : Logis et ménages, 1975, en francés
- Comment un Breton devint roi d'Angleterre, 1976, en francés
- Peziou-c'hoari Jakez Krohen, 1977, en bretón
- Les autres et les miens : le trésor du Cheval d'orgueil, 1977, en francés
- Penaoz e teuas eur Breizad da veza roue Bro-Zaoz, 1977, en bretón
- Le Grand valet, La Femme de paille, Le Tracteur - Théâtre I, en francés
- Lettres de Bretagne - langues, culture et civilisations bretonnes, 1978, en francés
- An tremen-buhez. Le passe-vie, 1979, bilingüe
- Peziou-c'hoari Jakez Krohen, 1980
- La sagesse de la terre, 1980, en francés
- Quimper en Cornouaille, 1980, en francés
- Au pays du Cheval d'orgueil, 1980, en francés
- Piou e-neus lazet an hini koz ?, 1981, en bretón
- L'esprit du rivage, 1981, en francés
- L'Herbe d'or, 1982, en francés
- Images de Bretagne, 1983, en francés
- La colline des solitudes, 1984, en francés
- Les contes du vrai et du semblant, 1984, en francés
- Marh al lorh, 1986, en breton
- Bugale Berlobi I - Brud an Dreued, 1987, en bretón
- Lisbonne, 1987, en francés
- Bugale Berlobi II - Marvaillou da veva en ho sav, 1988, en bretón
- Vent de soleil, 1988, en francés
- Midi à ma porte, 1988, en francés
- Amsked. Pobl an noz. Clair-obscur. Le peuple de la nuit, 1990, bilingüe
- Le quêteur de mémoire, 1990, en francés
- La nuit singulière, 1990, en francés
- D'un autre monde. A-berz eur bed all, 1991, en francés
- Katrina Lenn-zu, 1993, en breton
- Le diable à quatre, 1993, en francés
- Le piéton de Quimper, 1993, en francés
- Ventre-à-Terre, l'aventurier, en francés
- Ruz-Kov ar foeterez-vro, en bretón
- Un pays à deux langues, 2000, en francés

### Coautor
- Gant ar mareoù-bloaz - Au fil des saisons, bilingüe
- La côte - Recueil de chants celtiques, 1983, en francés
- Lod all a varv… / D'autres meurent, bilingüe
- Magies de la Bretagne, en francés
- Toinou - le cri d'un enfant auvergnat (pays d'Ambert), en francés

### Crónicas
- Biskoaz kemend-all ! (tomos 1 a 10) en bretón